# جون إتش مكينتوش
جون إتش مكينتوش (بالإنجليزية: John H. McIntosh)‏ هو لاعب كرة قدم أمريكية أمريكي، ولد في 1 فبراير 1879 في مقاطعة إيرلي في الولايات المتحدة، وتوفي في 14 يوليو 1925 في سياتل في الولايات المتحدة.